# Cementerio de Bab al-Saghir
El Cementerio de Bab al-Saghir (en árabe: باب الصغير) también llamado "Goristan-e-Ghariban", es un antiguo cementerio y una calle en la ciudad de Damasco, capital del país asiático de Siria, con tumbas a ambos lados de la carretera. Se encuentra en el barrio Dimashq, en el suroeste de la mezquita de los Omeyas.
Entre los personajes enterrados allí se encuentran:
- Umm Kulthum, hija de Ali y Fátima
- Bilal al-Habashi, el almuecín de Mahoma
- Sukaynah, hija del Imán Husáyn ibn Ali (diferente a la hija enterrada en la mezquita Sayyidah Ruqayya)
- Fidha, la dama de compañía de Fátima (hija de Mahoma)
- Abdullah, hijo del cuarto Imán Ali Zaynul 'Aabidin
- Maymuunah, hija del segundo Imán, Hasan al-Mujtaba
- Asma, esposa de Yáfar al-Tayyaar
- Hamídah, hija del musulmán Ibn Aquil
- Kamaid bin Aswad al-Kindi, compañero de Ali
- Obay ibn Ka'b, el marido de Halima, nodriza de Mahoma
- Abdullah bin Umm Maktum, almuecín